# Steven Caldwell
Steven Caldwell es un personaje de la serie de televisión Stargate Atlantis interpretado por el actor Mitch Pileggi.
Miembro de la Fuerza Aérea es Comandante en Jefe de la nave Daedalus. Esta es la nave enviada a la galaxia Pegaso para ayudar en la lucha con los Wraith (Stargate) a la expedición Atlantis. Apareció por primera vez en la premier de la segunda temporada y ha sido un personaje habitual durante la segunda temporada.
Durante el episodio "El Intruso", se revela que el Coronel Cadwell era el candidato por el Pentágono, para ser el nuevo Comandante Militar de Atlantis, cosa que al final no ocurre ya que la Doctora Weir insiste y logra que Sheppard sea el nuevo líder.
En "Masa Crítica", Cadwell aparece como poseído por un Goa'uld del Trust. Al final, el simbionte es extraído mediante la tecnología de teletransporte Asgard
Cuando la Dra. Weir y el Coronel Sheppard son poseídos por entidades alienígenas, el Coronel Cadwell asume el mando de Atlantis hasta que la amenaza es erradicada.
- Datos: Q17489260